# Pietro Nenni
Pietro Sandro Nenni, född den 9 februari 1891 i Faenza, Italien, död den 1 januari 1980 i Rom, var en italiensk journalist och politiker.

## Biografi
Efter att Nenni i tidig ålder förlorat sina föräldrar, blev han placerad på ett barnhem i en aristokratisk familj. Varje söndag Nenni reciterade sin katekes för grevinnan fick han ett silvermynt om han gjorde det väl. "Generöst men förödmjukande", påminde han.
Han gick in i italienska republikanska partiet och år 1908 blev han redaktör för en republikansk tidning i Forlì. Den socialistiska tidningen i staden gavs samtidigt ut av Benito Mussolini - den senare blev fascistisk diktator i Italien. Nenni fängslades 1911 för sitt deltagande i proteströrelsen mot Italiensk-turkiska kriget i Libyen, tillsammans med Mussolini.
När första världskriget bröt ut, förespråkade han ingripande av Italien och år 1915 anmälde han sig till Isonzo-fronten. Efter att han sårats och skickats hem, blev han redaktör för den republikanska tidningen Mattine d'Italia. När kriget var över, grundade han, tillsammans med några desillusionerad revolutionära ex-militärer, en grupp, "Fascio" som snart upplöstes och ersattes av ett riktigt fascistiskt parti.
Efter den fascistiska marschen mot Rom 1922, blev Nenni redaktör för socialistpartiets officiella röst, Avanti!, och engagerade sig i den antifascistiska aktivismen. År 1925 arresterades han för att ha publicerat en broschyr om fascisternas "mord på den socialistiske ledaren Giacomo Matteotti". När Avantis kontor sattes i brand och tidningen förbjöds 1926, tog han sin tillflykt till Frankrike, där han senare blev sekreterare i italienska socialistpartiet (PSI).

## Efterkrigspolitiken
År 1944 blev Nenni åter nationell sekreterare i PSI, gynnad av nära band mellan hans parti och italienska kommunistpartiet (PCI). Efter befrielsen, tog han regeringsansvar och blev vice premiärminister och minister för den konstituerande församlingen i regeringen med Ferruccio Parri och den första regeringen med Alcide De Gasperi. Han var minister för konstitutionen, och i oktober 1946 blev han utrikesminister i den andra De Gasperi-regeringen.
De nära banden mellan PSI och PCI orsakade att den av Giuseppe Saragat ledda antikommunistiska flygeln av PSI lämnade och bildade det italienska socialistiska arbetarpartiet 1947 (senare sammanlagt till italienska demokratiska socialistpartiet, PSDI).
År 1956 bröt Nenni med PCI efter Sovjetunionens invasion av Ungern och återlämnade det Stalins fredspris (25.000 USD) som han tilldelats. Därefter ledde han sitt parti till att stödja medlemskap i Nato och närmare europeisk integration, och sökte samarbete med det ledande partiet, kristdemokraterna.
I början av 1960-talet arbetade han för en "öppning till center-vänster" för att möjliggöra koalitionsregering mellan PSI och Kristdemokraterna och leda socialisterna tillbaka till makten för första gången sedan 1947. Han bildade ett center-vänster koalition med Saragat, Aldo Moro och Ugo La Malfa, och förespråkade en återförening med PSDI. Från 1963 till 1968 var han vice premiärminister i de tre på varandra följande regeringar ledda av Moro och i december 1968 blev han utrikesminister i den första regeringen med Mariano Rumor, men avgick i juli 1969 då center-vänsteralliansen kollapsade.